# مونجونگ، پادشاه چوسان
پادشاه مونجونگ (به کره‌ای: 문종) (زاده ۳ اکتبر ۱۴۱۴ - درگذشته ۱۴ مه ۱۴۵۲) پنجمین پادشاه سلسله چوسان بوده‌است.
وی فرزند سجونگ کبیر بوده که در سال ۱۴۵۰ میلادی پس از مرگ پدرش و بعد از ۲۹ سال ولیعهدی به سلطنت رسید، اما در سال ۱۴۵۲ میلادی درگذشت و سلطنت به پسرش دانجونگ چوسان رسید.

## خانواده
- پدر: سجونگ کبیر (세종)
- مادر: ملکه سوهئون (소헌왕후 심씨, سپتامبر ۲۸، ۱۳۹۵ – مارس ۲۴، ۱۴۴۶)
- همسران و فرزندان:

1. [۱] بانو هوی (휘빈 김씨, ۱۴۱۰–۱۴۲۹)[۲][۳] - بدون فرزند.
2. بانو سون (순빈 봉씨, ۱۴۱۴–۱۴۳۶)[۴][۵] - بدون فرزند.
3. ملکه هیئون‌دئوک[۶][۷] (현덕왕후 권씨, ۱۴۱۸–۱۴۴۱)[۸]
  1. یک پسر (دانجونگ چوسان)، دو دختر
4. بانو سوک (숙빈 홍씨)
  1. یک دختر
5. یانگ سا-چیک (사칙 양씨)
  1. دو دختر
6. مون سوک-اویی (숙의 문씨, ۱۴۲۶ – سپتامبر ۲۶، ۱۵۰۸) - بدون فرزند.[۹][۱۰]
7. کوون سو-یونگ (소용 권씨) - بدون فرزند.
8. جئونگ سو-یئونگ (소용 정씨)
  1. یک پسر
9. یون سو-هون (소훈 윤씨) - بدون فرزند.
10. یو سونگ-هوی (승휘 유씨) - بدون فرزند.
11. بانو یانگ (상궁 장씨)
  1. یک پسر